# Heinrich Ebeling
Heinrich Ebeling (* 14. Oktober 1840 in Vorsfelde (heute Wolfsburg); † nach 1913) war ein deutscher Klassischer Philologe und Gymnasiallehrer. Er ist besonders für seine lexikalischen Arbeiten bekannt, insbesondere zu den Autoren Homer und Caesar.

## Leben
Ebeling studierte nach dem Besuch der Gymnasien in Halberstadt und Braunschweig 1859–61 Klassische Philologie an der Universität Göttingen und wurde 1862 promoviert. Im nächsten Jahr trat er eine Stelle als Oberlehrer an der estländischen Ritter- und Domschule in Reval an, wo er bis 1870 blieb. Anschließend schied er aus dem Schuldienst aus, um in Berlin eine Laufbahn als Börsenkorrespondent zu beginnen. Er lebte 1893 als Privatgelehrter an einem oberitalienischen See und hielt sich auch längere Zeit in Rom auf. Nach 1913 fehlen Nachrichten über seinen Verbleib; wahrscheinlich ist er in Italien verstorben.

## Veröffentlichungen (Auswahl)
- Schulwörterbuch zu den Schriften des C. Julius Caesar, Berlin/Leipzig 1871
- Lexicon Homericum (2 Bände), Leipzig 1880–85
- Der Menschheit Zukunft, Zwickau 1913